# Озеро Ситное с водяным орехом
Озеро Ситное с водяным орехом — памятник природы регионального (областного) значения Московской области, который включает ценные в экологическом, научном и эстетическом отношении природные комплексы, а также природные объекты, нуждающиеся в особой охране для сохранения их естественного состояния:
- котловину старичного озера Ситное и прилегающие к нему комплексы луговых сообществ;
- места произрастания и обитания редких видов растений и животных, занесенных в Красную книгу Московской области.

Памятник природы основан в 1984 году. Местонахождение: Московская область, городской округ Луховицы, в 2 км к северо-востоку от деревни Слемские Борки. Площадь памятника природы составляет 86,19 га. Памятник природы включает котловину озера Ситное, а также прилегающую территорию — полосу лугов шириной 100 м.

## Описание
Памятник природы «Озеро Ситное с водяным орехом» располагается на юге подмосковной части Мещерской низменности на левом берегу реки Оки в области распространения гривистых, аллювиальных и выровненных древнеаллювиальных, влажных и сырых равнин. Абсолютные высоты территории изменяются от 100 до 105 м над уровнем моря.
Кровля дочетвертичного фундамента представлена известняками, доломитами, песчаниками среднего карбона, а также глинами, песками и алевритами средней и поздней юры. Территория памятника природы располагается на левом борту долины реки Оки и включает поверхности высоких пойм, расположенные над урезом реки Оки около 6 м. Поверхности пойм представлены аллювиальными отложениями, сложенными песками с гравием и галькой, суглинками и супесями. Уклоны составляют порядка 1—2°. Местами на плоских поймах образовались зарастающие теперь старичные понижения и слабовыраженные в рельефе западины и ложбины. Основной объект памятника природы — озеро Ситное вытянуто с запада на восток примерно на 1,7 км при ширине 83—166 м. Озеро по своему происхождению старичное, занимает участок бывшего русла реки Оки и характеризуется изрезанными берегами и илистым дном. Северный и восточный берега наиболее понижены и заболочены. На восточном берегу сохранилась еле заметная в рельефе дренажная канава, соединяющая озера Ситное и Долгое. Канава имеет ширину не более 3,5 м, активизируясь в период половодья. На северном берегу озера располагаются три небольших изометричных озера с диаметром водной глади около 30—45 м.
Гидрологический сток на территории памятника природы направлен в озеро Ситное. Весной, во время половодья, когда озеро соединяется с другими озёрами, воды текут в реку Оку, являясь её левым притоком.
Почвенный покров на территории памятника природы представлен аллювиальными гумусовыми, а в понижениях аллювиальными гумусовыми глеевыми и аллювиальными торфяно-глеевыми почвами.

### Флора и растительность
В водах озера нередко встречается рогульник плавающий, или водяной орех, или чилим, занесенный в Красную книгу Московской области. Из других гидро- и гигрофитов здесь встречаются рогоз узколистный, камыш озерный, хвощ речной, аир обыкновенный (обилен), элодея канадская, телорез алоэвидный, рдесты блестящий, плавающий, пронзеннолистный и гребенчатый, ряски малая и трехдольная, водокрас лягушачий, вех ядовитый, или цикута, горец земноводный, стрелолист обыкновенный, частуха подорожниковая, щавель водяной, ирис аировидный, кубышка жёлтая, кувшинка белоснежная (редкий и уязвимый вид, не включенный в Красную книгу Московской области, но нуждающийся на территории области в постоянном контроле и наблюдении).
В восточной оконечности озера имеются тростниковые заросли. По всем берегам обильна осока острая, череда трехраздельная и поникшая, дербенник иволистный, отмечен кизляк кистецветный.
Вдоль берега озера тянутся полосы чёрной ольхи, ив ломкой, пятитычинковой и пепельной, черемухи, клёна ясенелистного, деревья обвиты хмелем. В травостое обычна крапива двудомная, купырь лесной, развиты густые заросли ежевики и костреца безостого. Здесь растут полынь обыкновенная, борщевик сибирский, лопух большой, пустырник волосистый, свербига восточная, бутень Прескотта, эхиноцистис дольчатый.
Пойменные луга, окружающие озеро, представлены двукисточниковыми, разнотравно-кострецовыми, влажнотравно-лисохвостовыми, влажнотравно-кострецовыми и хвощево-кострецовыми. Их видовой состав варьирует от характера увлажнения — периодичности и продолжительности заливания в половодье, богатства почв и антропогенного воздействия — некоторые участки этих лугов косятся в настоящее время, или выкашивались в прошлые годы. Наиболее типичными видами пойменных лугов памятника природы являются: кострец безостый, тимофеевка луговая, лисохвост луговой, мятлик обыкновенный, пырей ползучий, полевица гигантская (белая), подмаренники мягкий и северный, свербига восточная, бутень Прескотта, пижма обыкновенная, молочай прутьевидный.
Среди кострецовых пойменных лугов есть остепненные участки, где много мятлика узколистного, осоки ранней, подмаренников северного и настоящего, земляники зелёной, жабрицы порезниковой, астрагала датского, единично растет зопник клубненосный, василек шероховатый, колокольчик скученный, местами имеются крупные группы шиповника майского.
Небольшими группами или единично среди пойменных лугов изредка встречается растение, занесенное в Красную книгу Московской области, — ирис сибирский. Местами есть заросли белокопытника ложного.
Старичные понижения заняты заболоченными лугами с осоками и лугово-болотными видами. Здесь обильны двукисточник тростниковидный, осоки пузырчатая, дернистая, лисья и острая, кострец безостый, вербейник монетчатый, тысячелистник птармика, подмаренник северный, таволга вязолистная, гравилат речной, бодяк полевой, горицвет кукушкин, дербенник иволистный, вероника длиннолистная, подмаренник приречный, чемерица Лобеля, синюха голубая (редкий и уязвимый вид, не включенный в Красную книгу Московской области, но нуждающийся на территории области в постоянном контроле и наблюдении), хвощ луговой, купырь лесной, герань луговая.
Вдоль небольшого дренажного канала, идущего через пойменные луга, встречаются ирис аировидный, рогоз узколистный, ежеголовник прямой, двукисточник тростниковидный, водокрас лягушачий.

### Фауна
Фауна позвоночных животных памятника природы типична для пойменных озёр и пойменных лугов средней полосы и отличается хорошей сохранностью, хотя его видовой состав заметно обеднен в связи с небольшой площадью памятника природы.
В границах памятника природы отмечено обитание 33 видов наземных позвоночных животных, из них восьми видов рыб, двух видов амфибий, 18 видов птиц и пяти видов млекопитающих.
В озере обитают представители ихтиофауны: лещ, плотва, красноперка, линь (эти два вида являются редкими и уязвимыми видами, не включенными в Красную книгу Московской области, но нуждающимися на территории области в постоянном контроле и наблюдении), щука, окунь, серебряный карась; в некоторые годы становится обычным видом густера.
В пределах памятника природы можно выделить два зоокомплекса (зооформации) наземных позвоночных животных: зооформацию водных и околоводных местообитаний и зооформацию пойменных лугов.
В число видов водного и околоводного комплекса входят речной бобр, ондатра, американская норка, большая выпь (редкий и уязвимый вид, не включенный в Красную книгу Московской области, но нуждающийся на территории области в постоянном контроле и наблюдении), серая цапля (кормится на озере), кряква, чирок-трескунок, чёрная крачка (неежегодно гнездится на озере), желтоголовая трясогузка (редкий и уязвимый вид, не включенный в Красную книгу Московской области, но нуждающийся на территории области в постоянном контроле и наблюдении), болотная камышевка и камышевка-барсучок (населяют прибрежные кусты и заросли прибрежного высокотравья), дроздовидная камышевка (населяет тростниковые заросли по северному берегу озера), соловей (гнездится в прибрежных кустах), камышовая овсянка. Над озером Ситным нередко кормится чёрный коршун (вид, занесенный в Красную книгу Московской области), гнездящийся в лесу севернее озера. Из земноводных в озере Ситное обитают краснобрюхая жерлянка (вид, занесенный в Красную книгу Московской области) и озерная лягушка.
Луговые пространства вдоль берега озера заселяют виды серых полевок, обыкновенная лисица, заяц-беляк, жёлтая трясогузка, серая славка (в участках с кустарником), луговой чекан, обыкновенная чечевица (в участках с кустарником); на сырые участки луга заходят желтоголовая трясогузка и камышовая овсянка. Из куликов здесь гнездится бекас и чибис. На залитых лугах в период весенних миграций отмечается турухтан, стаи которого достигают нескольких тысяч особей.

## Объекты особой охраны памятника природы
Охраняемые экосистемы: водная и прибрежно-водная растительность озера, пойменные двукисточниковые, влажнотравно-лисохвостовые, разнотравно-кострецовые луга с участками остепненных и старичных заболоченных.
Места произрастания и обитания охраняемых в Московской области, а также иных редких и уязвимых видов растений и животных, зафиксированных на территории памятника природы.
Охраняемые в Московской области, а также иные редкие и уязвимые виды растений:
- виды, занесенные в Красную книгу Московской области: рогульник плавающий, или водяной орех, или чилим, ирис сибирский;
- виды, являющиеся редкими и уязвимыми таксонами, не включенные в Красную книгу Московской области, но нуждающиеся на территории области в постоянном контроле и наблюдении: синюха голубая, кувшинка белоснежная.

Охраняемые в Московской области, а также иные редкие виды животных:
- виды, занесенные в Красную книгу Московской области: чёрный коршун, краснобрюхая жерлянка;
- виды, являющиеся редкими и уязвимыми таксонами, не включенные в Красную книгу Московской области, но нуждающиеся на территории области в постоянном контроле и наблюдении: большая выпь, желтоголовая трясогузка, красноперка, линь.